# Cerotrus
Cerotrus là một chi bọ cánh cứng trong họ Chrysomelidae.
Chi này được Jacoby miêu tả khoa học năm 1884.

## Các loài
Chi này gồm các loài:
- Cerotrus celonicus Gruev, 1985